# Carl Lill

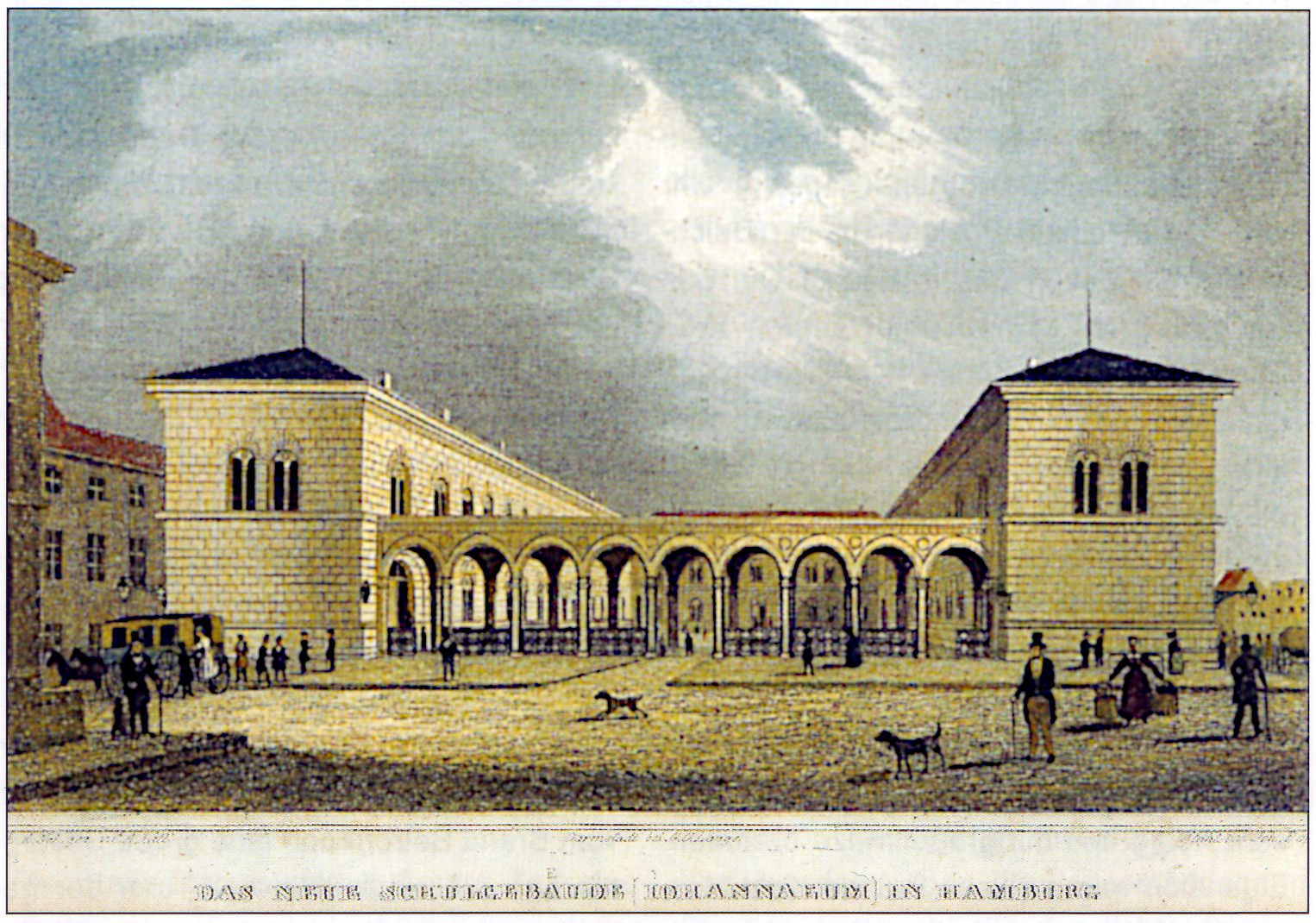
Das neue Johanneum in Hamburg, 1841

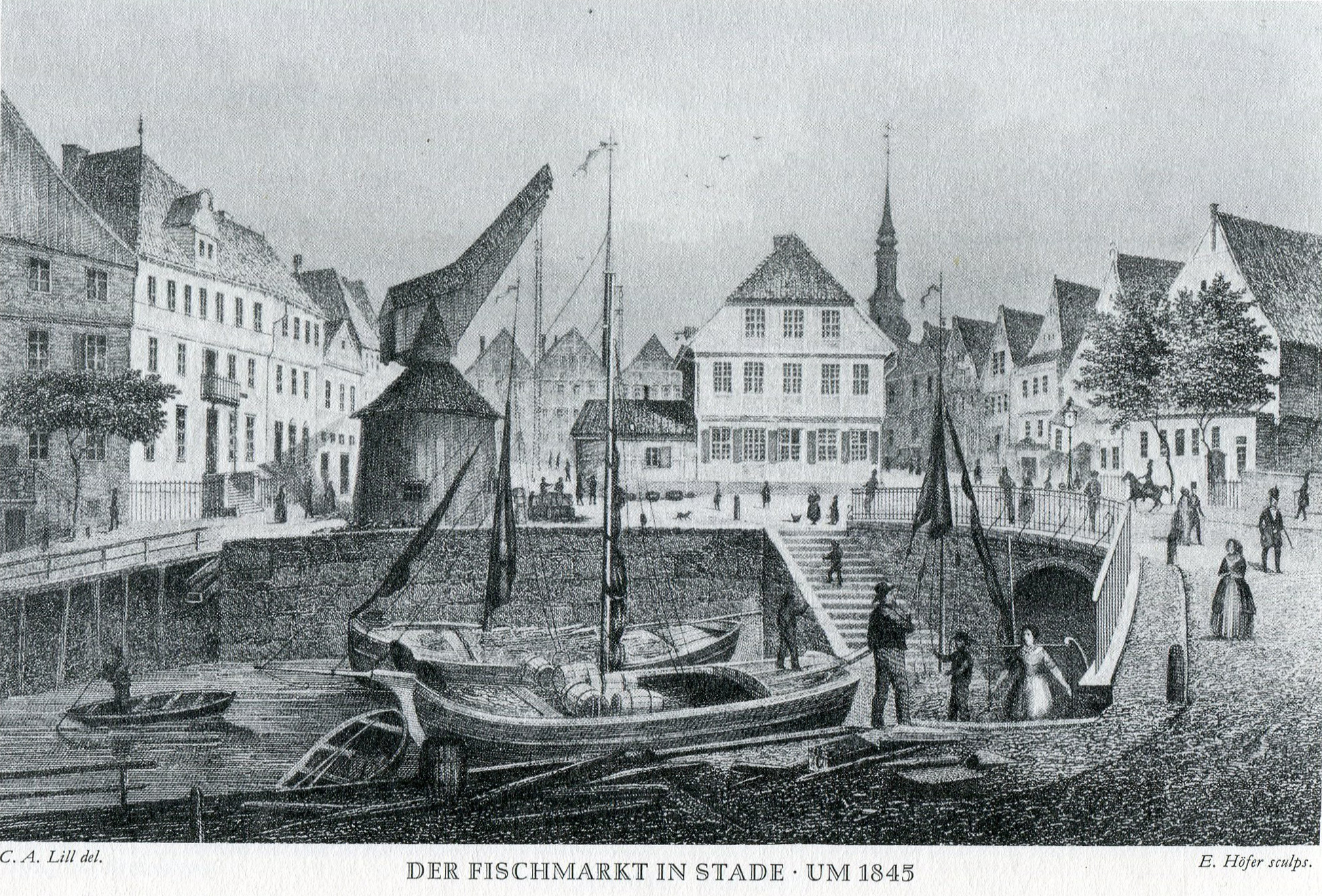
Fischmarkt in Stade um 1845

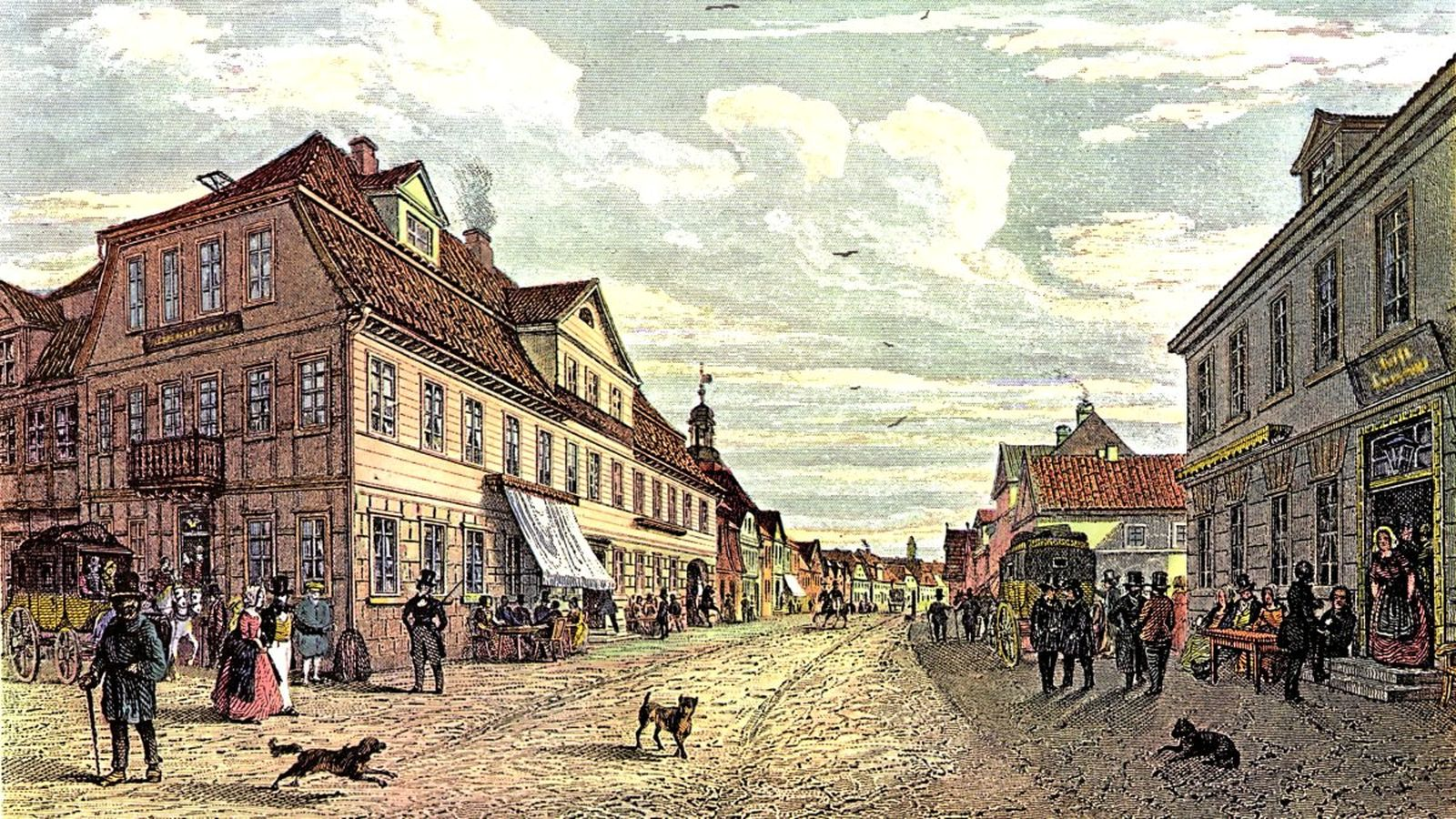
Harburger Schloßstraße um 1850

Friedrich Carl Alexander Lill (geboren 2. April 1807 in Frankfurt am Main; gestorben 22. März 1879 ebenda) war ein deutscher Maler und Lithograph, Grafiker, Stahlstecher und Landschaftszeichner.

## Leben
Carl Lill war ab 1827 in Hannover tätig. Von dort kam er später nach Hamburg und schuf für die Suhr'sche lithographische Anstalt Illustrationen und Hamburgensien. Neben seinen Darstellungen hamburgischer Trachten und seinen Porträts ist sein Werk durch die Ansichten Hamburgs vor dem Hamburger Brand auch von architekturgeschichtlicher Bedeutung. 1848 fertigte er eine Lithografie mit dem Titel „Verfassungsgebende deutsche National-Versammlung in der Paulskirche zu Frankfurt a. M.“.

## Illustrationen
- Album für die Freunde Helgolands. 1836.
- Bueck: Hamburg und seine Umgebung. 2 Bände, Hamburg 1844 und 1848.